# Heilige Ampulle

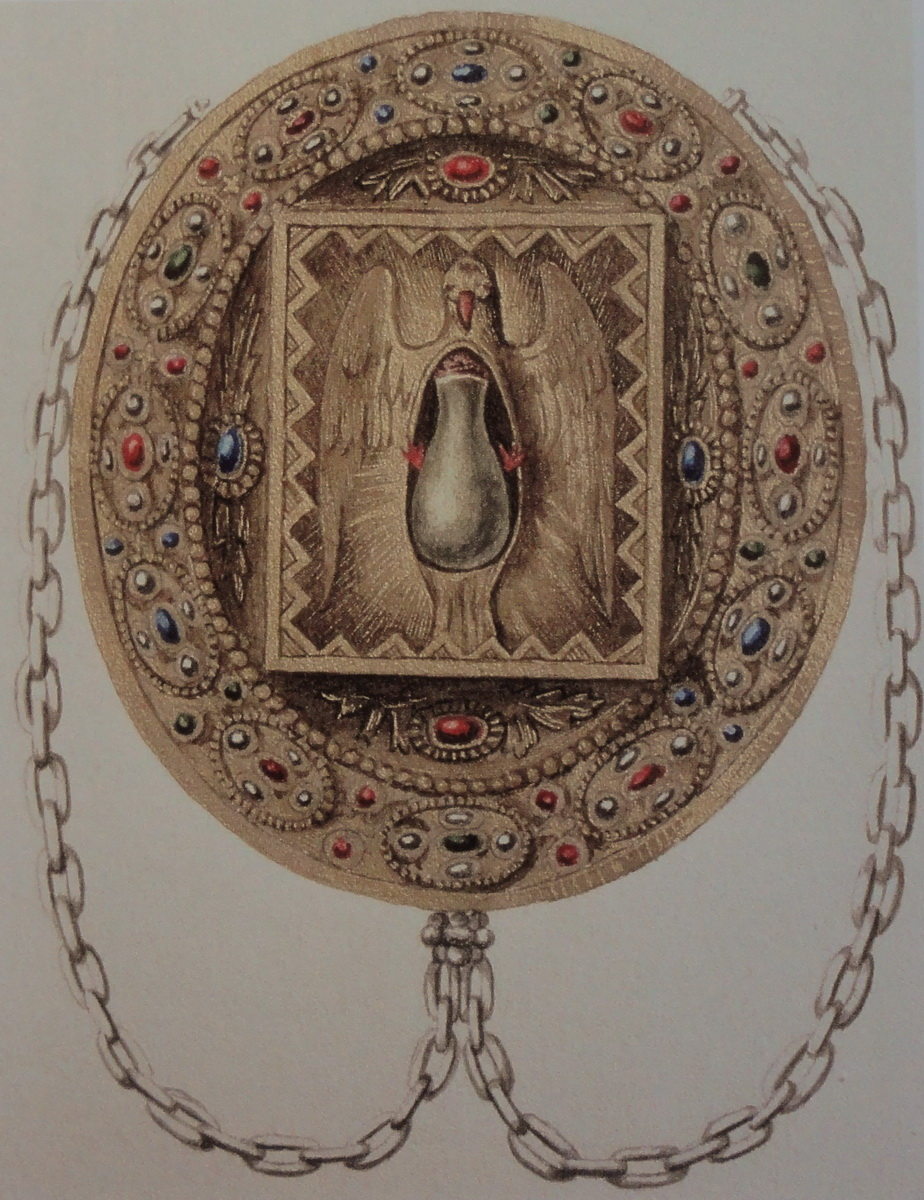
Die Heilige Ampulle in ihrem Schmuckreliquiar vom Ende des 12. Jahrhunderts (Darstellung von 1843, nach einem Stich aus dem 18. Jahrhundert)

In der Heiligen Ampulle (frz. Sainte Ampoule), einem eineinhalb Zentimeter großen Glasfläschchen, wurde in der Kathedrale von Reims bis zum Ende des 18. Jahrhunderts das Chrisam (Salböl) aufbewahrt, das zur Salbung der Könige von Frankreich diente. Bei diesem wesentlichen Element der Königserhebung kam die historische Ampulle erstmals nachweislich 1131 bei der Krönungszeremonie König Ludwigs VII. und letztmals 1774 bei der Ludwigs XVI. zum Einsatz; 
Während der Französischen Revolution wurde die Heilige Ampulle auf Befehl des Nationalkonvents zerstört. Der Inhalt der Ampulle konnte am Tage zuvor in Sicherheit gebracht werden. Überreste wurden für die Salbung Karls X. 1825 verwendet. 

## Geschichte und Legende der Ampulle

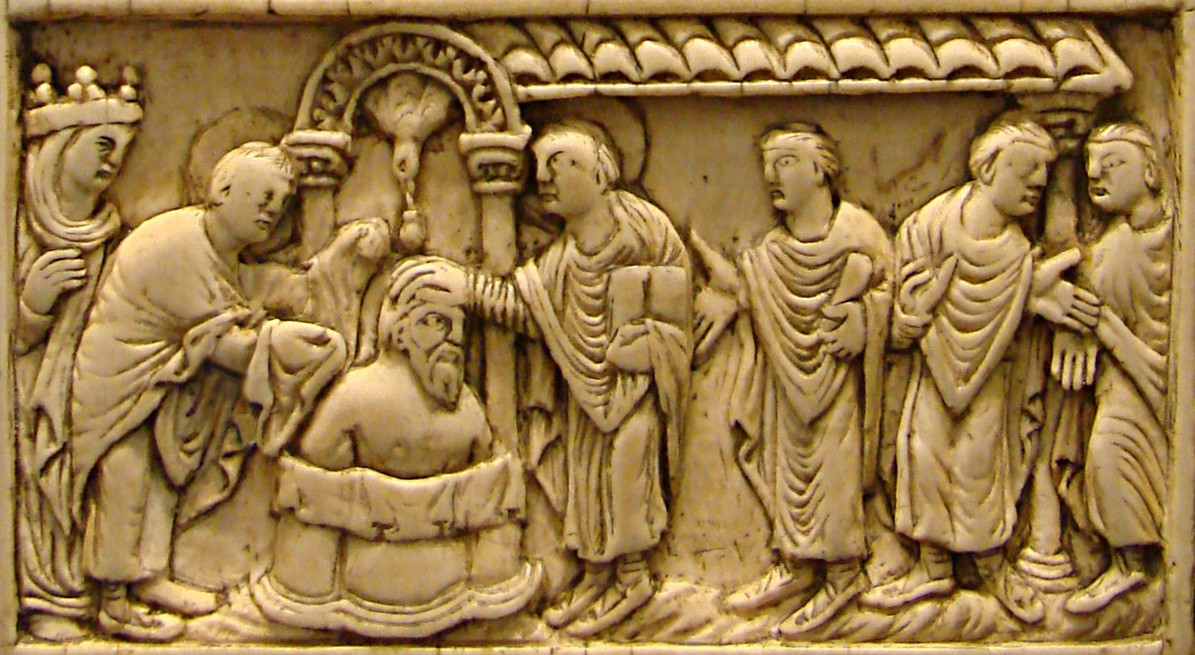
Taufe von Chlodwig I. mit Überbringung der Heiligen Ampulle an Remigius von Reims durch eine Taube (Elfenbeinminiatur, letztes Viertel 9. Jahrhundert)

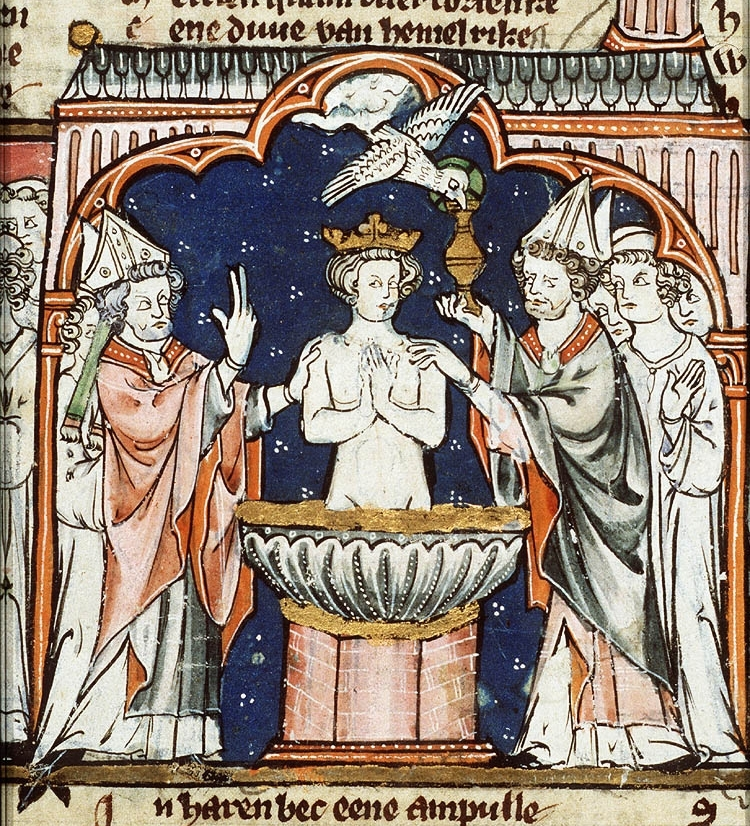
Taufszene Chlodwigs aus dem Spieghel Historiael des Jacob van Maerlant, ca. 1335–55

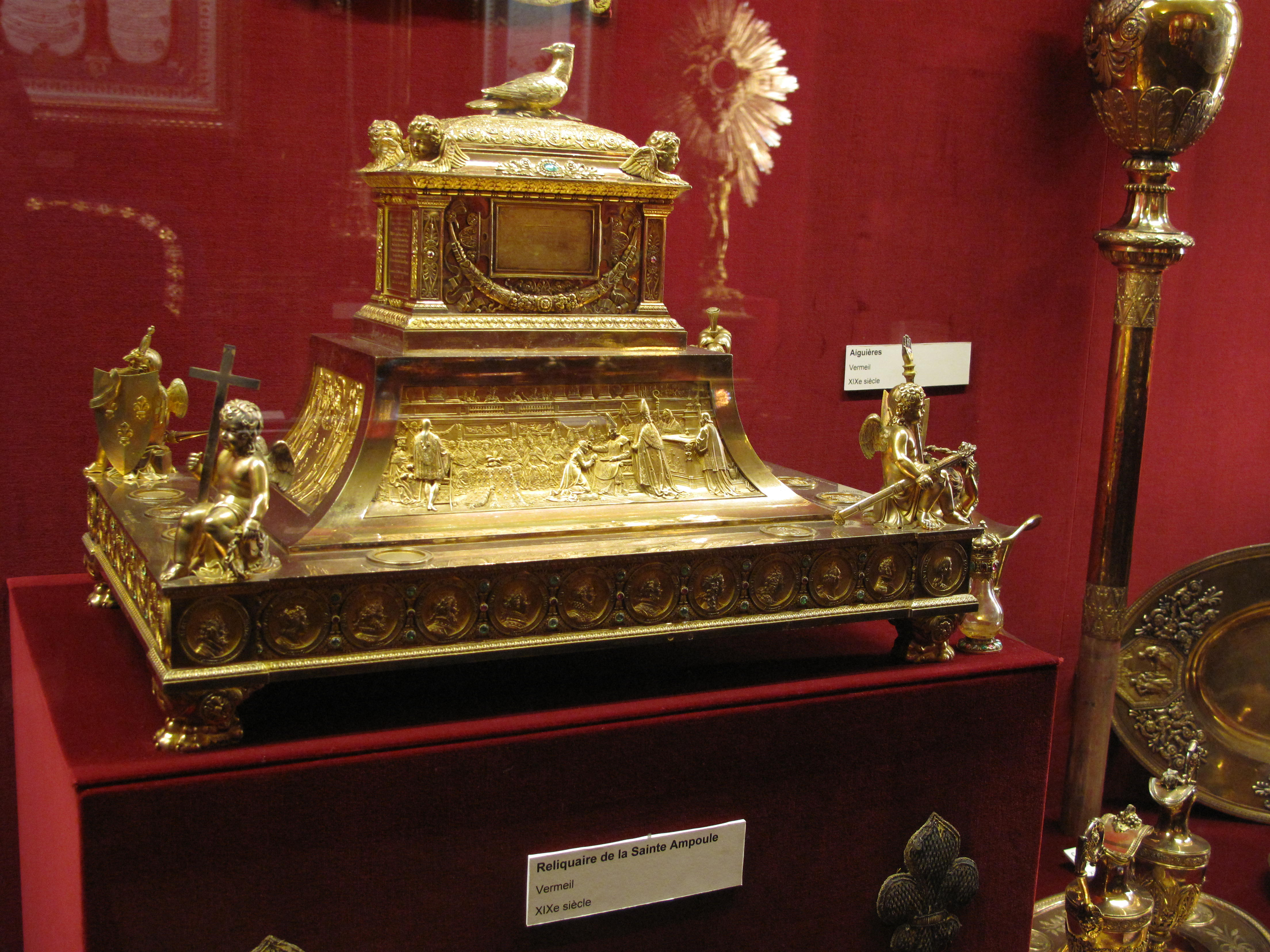
Neues Reliquiar

Bei der Taufe von Chlodwig I. und seiner Konversion zum Christentum im Jahre 499 in Reims, der alten Hauptstadt der Belgica Secunda, soll der dortige Bischof Remigius von Reims schon die Ampulle verwendet haben. Als der Bischof während der Krönung in dem Gedränge in der Kirche von Reims nicht mehr an den Ort gelangen konnte, wo die vorbereiteten heiligen Öle aufbewahrt wurden, soll sich der Himmel geöffnet haben und eine Taube mit der Heiligen Ampulle zu dem Bischof herabgestiegen sein. Mit dieser Legende wurde eine Analogie zur Taufe Jesu im Jordan hergestellt.
Bemühten sich andere europäische Monarchien um die Herstellung von Analogien zum alttestamentlichen Königtum – etwa Sauls, Davids oder Salomons –, konnte sich allein Frankreich rühmen, sein Königtum auf einer göttlichen Basis in neutestamentlicher Analogie geschlossen zu haben. Noch im 16. Jahrhundert sprachen die gallischen Theologen von der Person des Königs als einer Monstranz des göttlichen Willens.
Deswegen war die Salbung des Königs auch einer der Hauptbestandteile der Krönungszeremonie – im französischen Sacre genannt. Der Herrscher wurde an neun Stellen an Haupt, Händen, Schulter, Genick und Brust durch kreuzförmiges Auftragen des Öls gesalbt. Zuvor wurde die Heilige Ampulle in einer feierlichen Prozession von der Abtei Saint-Rémi zu Reims, wo sie im Hochgrab des heiligen Remigius aufbewahrt wurde, in die Kathedrale geleitet. Nur der Abt durfte das Grab öffnen und die Ampulle entnehmen, der Bischof von Laon durfte sie in die Kathedrale tragen. Ein kleiner Anteil des darin enthaltenen Salböls wurde in das für die jeweilige Salbung verwendete geweihte Öl gemischt. Nach der Zeremonie wurden die Reste des verwendeten Öls in die Ampulle zurückgefüllt, wodurch dieses zugleich ergänzt wurde. Die Königin wurde lediglich mit Weihwasser gesalbt.
Das „vom Himmel gesandte Chrisam“ muss spätestens im 8. Jahrhundert Aufnahme in die Reimser Liturgie gefunden haben, von Bischof Hinkmar von Reims wird die Tauben-Legende kurz darauf erstmals schriftlich überliefert. Die erste Königskrönung in Reims fand für Ludwig den Frommen 816 statt. Die Verwendung des Salböls bei den Krönungszeremonien wird für Karl III. im Jahr 893 bereits vermutet, ist aber erst für Ludwig VII. 1131 eindeutig nachgewiesen. 30 Könige wurden in Reims gesalbt, zwei an anderen Orten, nur Ludwig XVIII. erhielt keine Salbung. Sein Bruder Karl X. wurde 1825 als letzter König in Reims gesalbt.

## Zerstörung
Während der Französischen Revolution beschloss der Nationalkonvent, die Ampulle, ein Symbol des Gottesgnadentums, vernichten zu lassen. Ihre öffentliche Zerstörung erfolgte am 7. Oktober 1793 in einer öffentlichen Zeremonie auf der Place Royale in Reims durch Philippe Rühl, den Vertreter des Elsass im Nationalkonvent. Das Schmuckreliquiar, vermutlich vom Ende des 12. Jahrhunderts, wurde auseinandergenommen und eingeschmolzen. 
Nach Achille Jubinal haben aber Bürger anschließend die Splitter der Ampulle aufgelesen und dem Bischof überbracht. Der Pfarrer Jules-Armand Seraine sowie der städtische Beamte Philippe Hourelle sollen jedoch am Vorabend einen Großteil des Salböls entnommen haben. Die Überreste wurden später in ein von Ludwig XVIII. in Auftrag gegebenes neues Reliquiar und eine neue Ampulle getan. Es wird im erzbischöflichen Palast, dem Palais du Tau, aufbewahrt.

## Heraldik
In der Heraldik ist die heilige Ampulle eine Wappenfigur, die fast immer von einer fliegenden Taube im Schnabel gehalten wird. Die Tingierung lässt alle heraldischen Farben zu, wenn es keinen Konflikt mit der Schildfarbe gibt. Die Taube wird überwiegend mit ausgebreiteten Flügel in Richtung Schildfuß oder aus einer Wolke herausfliegend dargestellt.

Im Wappen der französischen Gemeinde Itterswiller aus der Wolke kommend, Ampulle silber
Wappen der französischen Gemeinde Lay-Saint-Remy, Ampulle gold
Wappen der französischen Gemeinde Saint-Loup-Terrier, Ampulle rot